# Аржантре
Аржантре (фр. Argentré) насеље је и општина у западној Француској у региону Лоара, у департману Мајен која припада префектури Лавал.
По подацима из 2011. године у општини је живело 2.690 становника, а густина насељености је износила 73,16 становника/km². Општина се простире на површини од 36,77 km². Налази се на средњој надморској висини од 100 метара (максималној 128 m, а минималној 55 m).

## Демографија
| 1962. | 1968. | 1975. | 1982. | 1990. | 1999. | 2011. |
| ----- | ----- | ----- | ----- | ----- | ----- | ----- |
| 999   | 1.043 | 1.246 | 1.844 | 2.160 | 2.325 | 2.690 |

График промене броја становника у току последњих година